# Соль, Хуан
Хуан Круз Соль Ориа (исп. Juan Cruz Sol Oria 13 сентября 1947, Эльгойбар, Страна Басков — 10 ноября 2020, Валенсия) — испанский футболист, игрок сборной Испании.

## Карьера
Карьера Хуана началась в команде его родного города, клубе "Депортиво Эльгойбар". В возрасте пятнадцати лет его встретил Карлос Итурраспе и взял его в Валенсию. В футболке "Валенсии" он забил четырнадцать голов за десять лет игры (1965-1975), выиграл Лигу и Кубок Генералиссимуса.
В 1975 году он подписал контракт с мадридским "Реалом", с которым за четыре года своей карьеры (1975-1979) выиграл три титула чемпиона. Он вернулся в Валенсию, где снова играл за команду "Валенсия" (1979-1981), выиграв Кубок обладателей кубков и Суперкубок Европы. В 1981 году он ушел на пенсию, хотя и остался связан с валенсианским клубом как человек, отвечающий за социальную сферу в Совете директоров "Валенсии" (июнь, 2013 - ноябрь, 2020).
10 ноября 2020 года он скончался в возрасте семидесяти трех лет в Валенсии.